# کیتزمیلر (مریلند)
کیتزمیلر (به انگلیسی: Kitzmiller) شهری در ایالت مریلند کشور ایالات متحده آمریکا است که جمعیت آن در سرشماری سال ۲۰۱۰ میلادی، ۳۲۱ نفر بوده‌است.